# Reshté joshkar

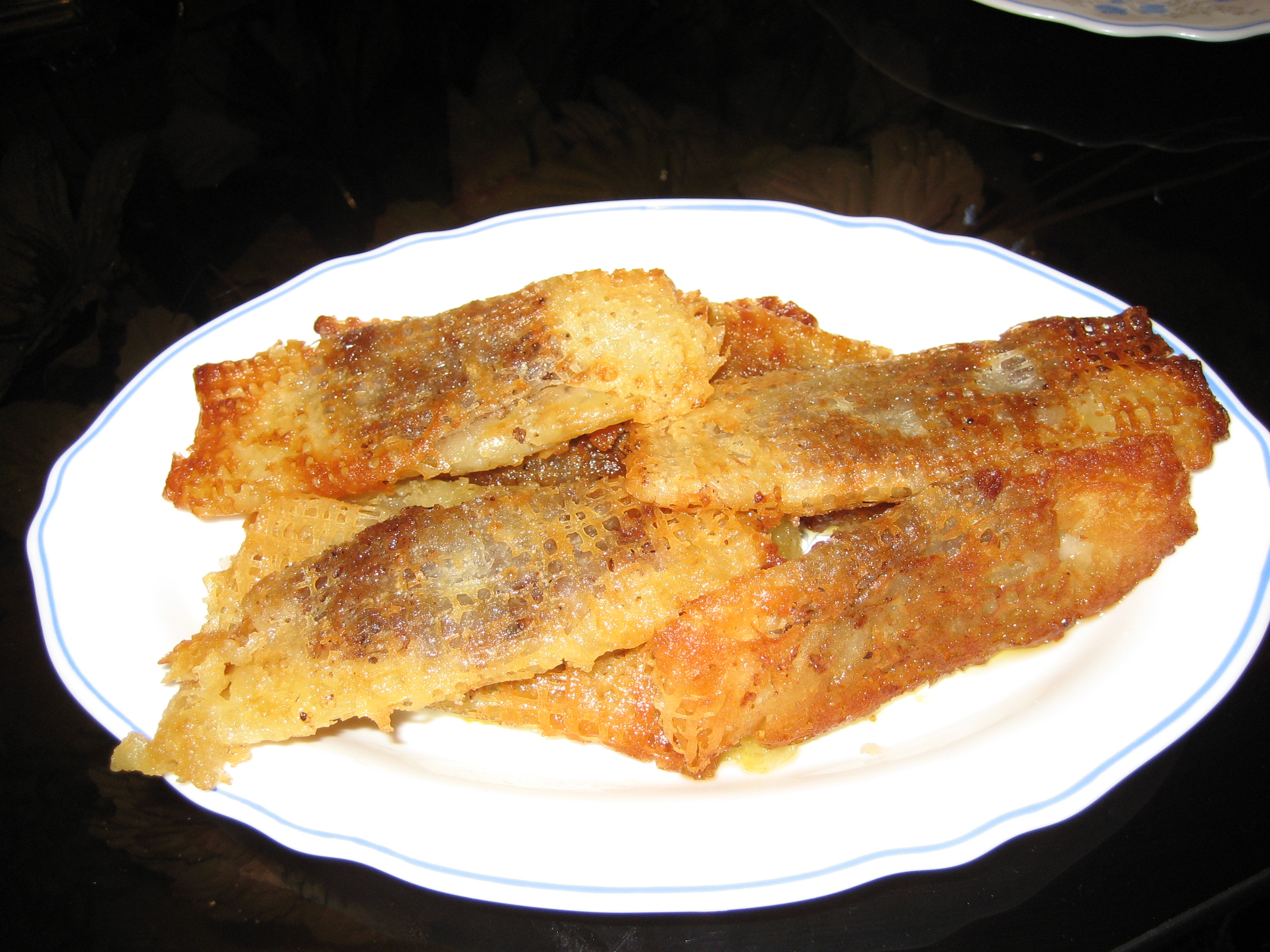
Reshteh khoshkar.

Reshté joshkar (en grafía persa, رشته‌خشکار) es la galleta tradicional para ramadán en la provincia de Gilán, en Irán. Está hecha de arroz, harina, azúcar, nuez, cardamomo, canela, jengibre y especias, fritadas lentamente en aceite u otra grasa.